# Toronto FC
Il Toronto FC è una società calcistica canadese con sede nella città di Toronto e fondata nel 2005. Milita nella Major League Soccer (MLS), il massimo campionato di calcio degli Stati Uniti d'America e del Canada.
È stato il primo club non statunitense ad entrare a far parte della MLS e il primo ad aggiudicarsi la MLS. È stato inoltre il primo club nordamericano (e finora unico) a centrare il treble, ovvero la vittoria della coppa nazionale, della stagione regolare e della MLS Cup in un'unica stagione (2017). In ambito nazionale vanta la vittoria di 8 Canadian Championship, mentre in ambito internazionale ha raggiunto la finale della CONCACAF Champions League nel 2018.
Il club è una delle 6 squadre ad aver conquistato nella stessa stagione l'MLS Cup e il Supporters' Shield.
La squadra disputa le partite interne allo stadio BMO Field di Toronto.

## Storia

### Fondazione ed esordi (2005-2013)
La Maple Leaf Sports & Entertainment Ltd (MLSE), compagnia proprietaria del club, nel 2006 annunciò il nome ufficiale della squadra, Toronto FC. Il nome venne scelto dai tifosi stessi attraverso una consultazione online.
Il Toronto disputò la prima partita nella MLS il 7 aprile 2007, perdendo per 2-0 a Los Angeles contro il Chivas USA. Nella stagione d'esordio, sotto la guida dell'allenatore scozzese Mo Johnston, la squadra non si qualificò per i play-off del campionato.

### Basi per una nuova era (2013-2015)
Il 27 novembre 2012 fu annunciato che Kevin Payne avrebbe lasciato il D.C. United per divenire il direttore generale del Toronto FC. Il 7 gennaio 2013 Ryan Nelsen sostituì Mariner alla guida tecnica della squadra e il 25 aprile 2013 Matías Laba fu ingaggiato come "giocatore designato". A luglio Luis Silva fu ceduto al D.C. United, mentre il 4 settembre Payne fu sollevato dall'incarico, a causa di differenze di vedute con il nuovo presidente Tim Leiweke, intenzionato a portare il Toronto ai vertici continentali con copiosi investimenti. Il 20 settembre il Toronto annunciò la nomina di Tim Bezbatčenko come direttore generale.

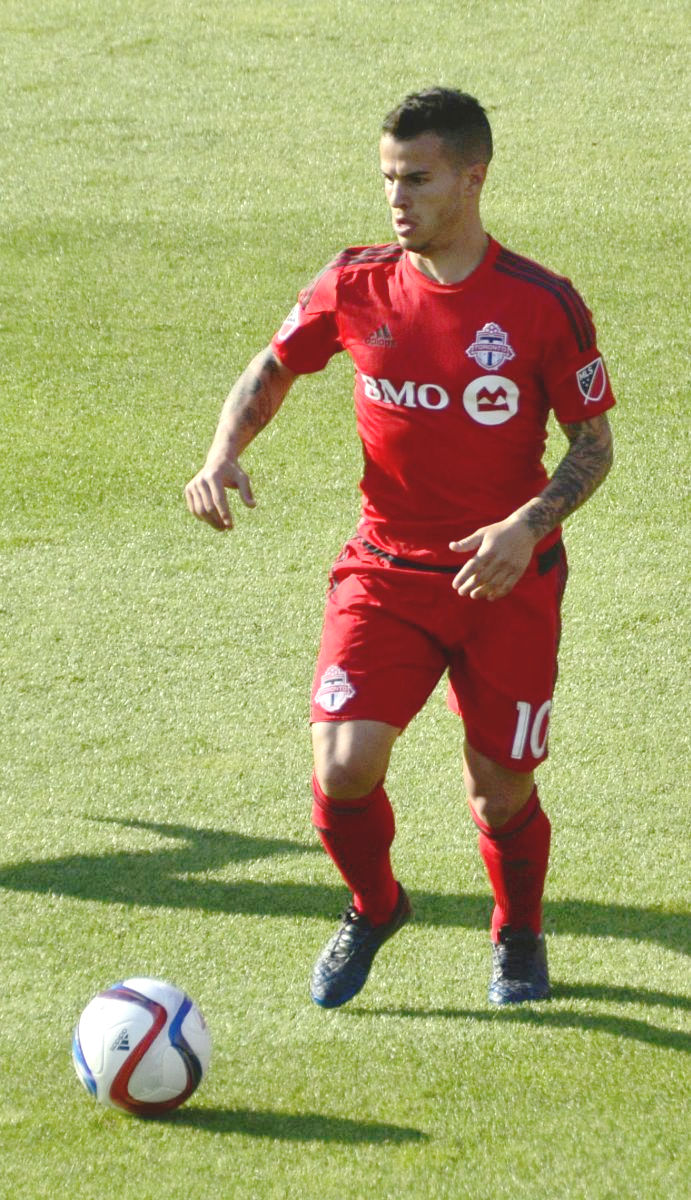
Sebastian Giovinco con la maglia del Toronto FC nel 2015

Nel pre-campionato della stagione 2013-2014 la squadra concluse importanti operazioni di calciomercato di alto profilo, tra cui gli acquisti di Justin Morrow e Jackson, del brasiliano Gilberto e di Michael Bradley (dalla Roma), oltre al ritorno di Dwayne De Rosario. Il 10 gennaio 2014 fu annunciato anche l'acquisto di Jermain Defoe dal Tottenham per 6 milioni di sterline. Matías Laba fu invece ceduto al Vancouver Whitecaps per osservare la regola dei tre "giocatori designati". Il 7 febbraio 2014 si unì al Toronto anche il portiere brasiliano Júlio César, prelevato in prestito dal QPR. La squadra cominciò bene l'anno, ma come nel 2010, dopo la sosta per il mondiale (di Brasile 2014) accusò un vistoso calo di rendimento. Il 31 agosto Nelson fu esonerato dopo la sconfitta interna per 0-3 contro i N.E. Revolution, anche per aver criticato Bezbatčenko nella conferenza stampa post-partita. Il ruolo di allenatore fu affidato a Greg Vanney, che pur avendo ottenuto molte vittorie (record per il club in una stagione) non riuscì a qualificare la compagine canadese per i play-off di MLS. Malgrado un contratto quadriennale, Defoe lasciò il Toronto già il 16 gennaio 2015 per tornare in Premier League, firmando per il Sunderland. Nello stesso giorno il club canadese concluse l'affare con il Sunderland ingaggiando Jozy Altidore e tre giorni dopo ufficializzò l'ingaggio a parametro zero dalla Juventus di Sebastian Giovinco, che firmò un contratto quadriennale da 8,5 milioni di euro a stagione.

### Il Toronto tra le grandi del continente (2015-oggi)
Il 26 settembre 2015 Giovinco segnò e fornì un assist nella vittoria per 3-2 contro il Chicago Fire, totalizzando 35 tra gol e assist, nuovo record per la MLS (battuto il precedente primato di Chris Wondolowski). Il giocatore italiano fu la star dell'annata e si aggiudicò i titoli individuali di MLS Golden Boot, MLS MVP e MLS Newcomer of the Year, primo calciatore del Toronto a riuscirvi. Il 14 ottobre la squadra ottenne un posto nei play-off per la prima volta nella sua storia. Fu poi eliminato dal Montreal Impact perdendo per 3-0.
Il 29 giugno 2016 il Toronto si aggiudicò il suo quinto Canadian Championship avendo la meglio sul Vancouver per la regola dei gol fuori casa (2-2 tra andata e ritorno). Il 23 luglio Giovinco realizzò una tripletta contro il D.C. United in una partita vinta per 4-1 in casa, battendo, con 35 gol, il primato di reti realizzate da un calciatore del Toronto che apparteneva a De Rosario. Nell'ottobre seguente il Toronto raggiunse i play-off per la seconda stagione di fila. Sconfitto in casa il Philadelphia Union nel turno di eliminazione della Eastern Conference, arrivando così alla semifinale di Eastern Conference per la prima volta. Qui sconfisse per 7-0 tra andata e ritorno il New York City, ottenendo così un posto nella finale di Eastern Conference contro il Montreal Impact. Malgrado la sconfitta per 3-2 subita in trasferta il 22 novembre, il 30 novembre 2016 il Toronto vinse per 5-2 dopo i tempi supplementari la finale di ritorno. Questo risultato storico portò per la prima volta una squadra canadese in finale di Major League Soccer, persa per 5-4 il 10 dicembre contro i Seattle Sounders ai tiri di rigore (0-0 dopo 120 minuti).
Nella stagione 2017 vinse nell'ordine il campionato canadese (3-2 tra andata e ritorno contro il Montreal Impact in finale) e (grazie alla vittoria interna per 4-2 del 30 settembre contro i New York Red Bulls) il Supporters' Shield, battendo poi, il 22 ottobre, il record di punti stagionali nella stagione regolare, con 69 punti ottenuti contro i 68 guadagnati dai Los Angeles Galaxy nel 1998 eguagliando anche il numero di vittorie dei Seattle Sounders nella regular season (20). Ottenne anche la vittoria finale nei play-off della Major League Soccer, sconfiggendo il 9 dicembre il Seattle per 2-0 e conquistando così il titolo della stagione regolare. Divenne così il primo club della MLS a centrare il treble e la prima squadra canadese a vincere la MLS Cup.
Nel 2018 arriva in finale di CONCACAF Champions League. Nella partita di andata, giocata al BMO Field, i canadesi vengono sconfitti per 1-2 dal Guadalajara e la settimana successiva ribaltano il risultato vincendo per 1-2 in casa dei messicani, grazie alle reti di Altidore e Giovinco che rimontano l'1-0 iniziale di Pineda. Ai tiri di rigore sono decisivi gli errori di Osorio e Bradley, che consegnano di fatto la vittoria del torneo ai messicani.
L'8 Gennaio del 2022 annunciano l'acquisto del giocatore italiano Lorenzo Insigne per poi aggiudicarsi nell'estate dello stesso anno anche Federico Bernardeschi e Domenico Criscito,quest'ultimo tornato al Genoa a fine campionato.

## Colori e simboli
I colori ufficiali della società sono primariamente il rosso con il nero, grigio e bianco come colori secondari.
La prima uniforme (maglia, pantaloncini e calzettoni) è rosso con un'alternanza di luci ed ombre orizzontali, le maniche sono nere con un rivestimento rosso e sotto ogni manica parte una fascia nera verticale che si estende per tutta la lunghezza della maglia.
La seconda uniforme include la maglia bianca con una banda rossa posta orizzontalemte sopra a una fascia blu più piccola, poste entrambi sul petto mentre i calzini sono bianchi con rivestimenti in rosso o blu, a seconda dell'avversario che si incontra. per le stagioni 2013 e 2014 è stata inserita sulle maglie da gioco una foglia d'acero in ombra. Come per tutti i team della MLS, le maglie sono prodotte dall'Adidas.
Fin dalla fondazione del club nel 2007, la società è sponsorizzata dalla Bank of Montreal (BMO). Nel febbraio 2016 è stato reso noto di un ulteriore accordo tra le parti per la sponsorizzazione valida anche per le stagioni 2016 e 2017.

## Strutture

### Stadio

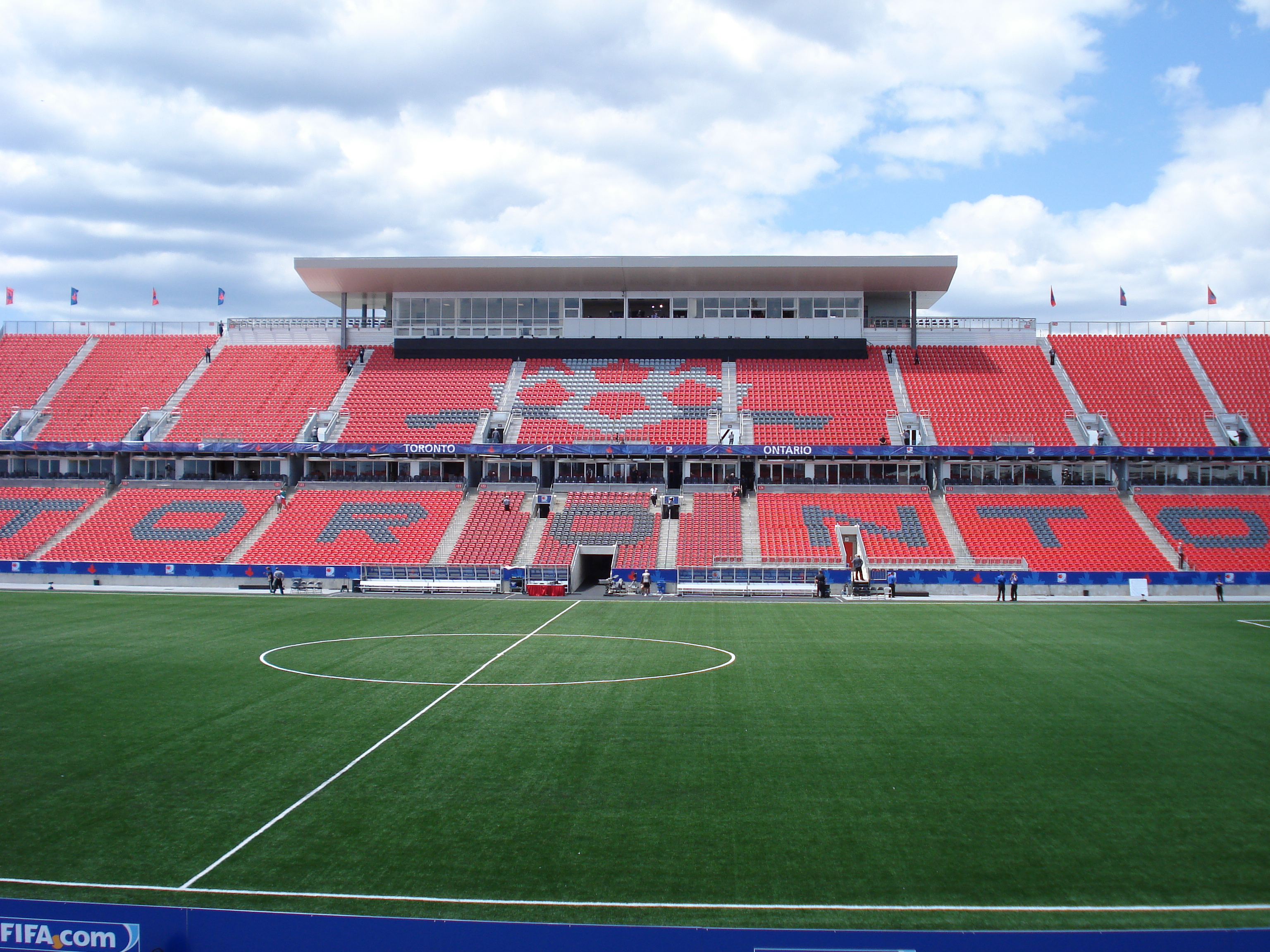
BMO Field nel luglio 2007, prima dell'espansione, durante il Mondiale Under-20

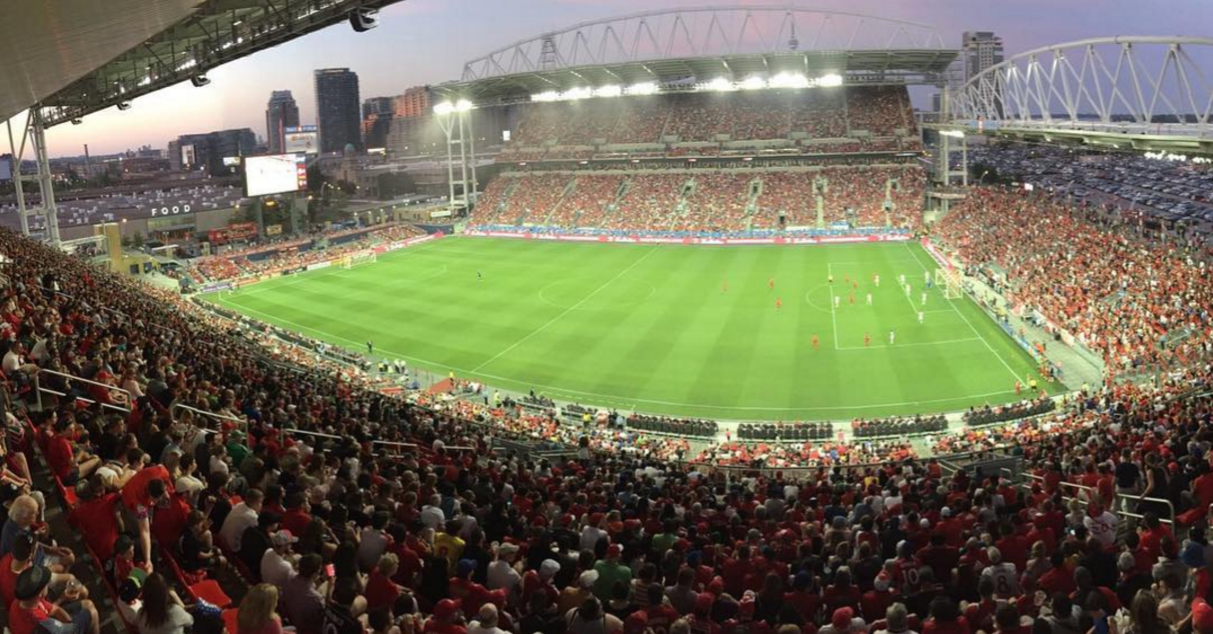
BMO Field nel 2016

Il Toronto FC gioca le partite in casa al BMO Field e la sua costruzione è costata 62,5 milioni di dollari.
È stato completato nel 2007, poco prima dell'inizio della regular season, e può contenere 20 522 spettatori ed il proprietario della struttura è la città di Toronto. Prima della stagione 2010, sono stati fatti dei lavori per l'ampliamento della zona nord sui posti a sedere, ampliato di 1,249 seggiolini.
Il 23 settembre 2014 viene ufficialmente annunciato un investimento di circa 120 milioni $ per il rinnovamento della struttura; I lavori compresero un'aggiunta di posti per 8,400 unità, portando la capacità dello stadio a 30,991 posti a sedere. Sono state costruite nuove aree all'interno dello stadio come punti di ristoro, bagni ed un tetto. I lavori, divisi in due fasi, sono iniziati nel settembre 2014 e sono terminati nel maggio 2016.
Il MLS All-Star Game del 2008 è stato disputato in questo stadio. Per le gare internazionali, lo stadio cambia il proprio nome in "National Soccer Stadium".

## Società
La società proprietaria del TFC, la Maple Leaf Sports & Entertainment Ltd., possiede altri team sportivi professionistici: i Toronto Maple Leafs, squadra di hockey su ghiaccio della NHL, i Toronto Raptors, squadra di pallacanestro della NBA, e i Toronto Marlies, squadra dell'AHL. Oltre alle squadre, questo importante gruppo possiede dei canali televisivi (Leafs TV e Raptors NBA TV) e degli impianti sportivi. Tom Anselmi, vicepresidente esecutivo della MLSE, è il presidente del Toronto FC.

## Allenatori e presidenti
- 2006-2008  Mo Johnston
- 2008-2009  John Carver
- 2009  Chris Cummins (ad interim)
- 2009-2010  Preki
- 2010-2011  Nick Dasovic (ad interim)
- 2011-2012  Aron Winter
- 2012-2013  Paul Mariner
- 2013-2014  Ryan Nelsen
- 2014-2020  Greg Vanney
- 2021  Chris Armas (feb.-lug.)

 Javier Pérez (lug.-nov.)
- 2022  Bob Bradley
- 2023  Bob Bradley (feb.-giu.)

 Terry Dunfield (giu.-ago. -ad interim)
 John Herdman (ago.-dic.)
- 2024  John Herdman
- 2025  Robin Fraser

## Palmarès

### Competizioni nazionali
- Canadian Championship: 8

2009, 2010, 2011, 2012, 2016, 2017, 2018, 2020
- MLS Supporters' Shield: 1

2017
- Campionato MLS: 1

2017

### Altri piazzamenti
- Campionato MLS:

Finalista: 2016, 2019
- CONCACAF Champions League:

Finalista: 2018
- Campeones Cup:

Finalista: 2018

## Tifoseria

### Storia
I gruppi di sostenitori riconosciuti del Toronto FC sono Red Patch Boys, U-Sector, Kings in the North, Tribal Rhythm Nation e Original 109. Il 23 agosto 2018, il Toronto FC ha definitivamente chiuso lo stato di supporter di Inebriatti per un incendio che ha iniziato al TD Place Stadium di Ottawa Fury durante il match-up con il Toronto FC nel Canadian Championship all'inizio di quell'anno il 18 luglio.

### Gemellaggi e rivalità
La principale rivalità del Toronto FC è quella del derby contro il CF Montréal, la competizione in questo caso non è solo sportiva ma riguarda più generalmente le due più grandi città del paese, una espressione della parte anglofona del Canada, l'altra della parte francofona. Un'altra rivalità è la Trillium Cup con la Columbus Crew SC.

## Organico

### Rosa 2025
Statistiche aggiornate al 23 febbraio 2025.
| N. |                              | Ruolo | Calciatore            |
| -- | ---------------------------- | ----- | --------------------- |
| 1  | Stati Uniti (bandiera)       | P     | Sean Johnson          |
| 5  | Irlanda (bandiera)           | D     | Kevin Long            |
| 6  | Canada (bandiera)            | C     | Kosi Thompson         |
| 7  | Canada (bandiera)            | A     | Theo Corbeanu         |
| 8  | Inghilterra (bandiera)       | C     | Matthew Longstaff     |
| 9  | Norvegia (bandiera)          | A     | Ola Brynhildsen       |
| 10 | Italia (bandiera)            | A     | Federico Bernardeschi |
| 11 | Haiti (bandiera)             | A     | Derrick Etienne       |
| 12 | Giamaica (bandiera)          | D     | Zane Monlouis         |
| 14 | Spagna (bandiera)            | C     | Alonso Coello         |
| 15 | Francia (bandiera)           | D     | Nicksoen Gomis        |
| 16 | Trinidad e Tobago (bandiera) | C     | Tyrese Spicer         |
| 17 | Norvegia (bandiera)          | D     | Sigurd Rosted         |
| 19 | Canada (bandiera)            | D     | Kobe Franklin         |
| 20 | Honduras (bandiera)          | C     | Deybi Flores          |

| N. |                        | Ruolo | Calciatore         |
| -- | ---------------------- | ----- | ------------------ |
| 21 | Canada (bandiera)      | C     | Jonathan Osorio    |
| 22 | Canada (bandiera)      | D     | Richie Laryea      |
| 24 | Italia (bandiera)      | A     | Lorenzo Insigne    |
| 28 | Italia (bandiera)      | C     | Raoul Petretta     |
| 29 | Canada (bandiera)      | C     | Deandre Kerr       |
| 30 | Stati Uniti (bandiera) | C     | Henry Wingo        |
| 38 | Stati Uniti (bandiera) | A     | Charlie Sharp      |
| 51 | Canada (bandiera)      | D     | Adam Pearlman      |
| 71 | Canada (bandiera)      | C     | Markus Cimermancic |
| 76 | Canada (bandiera)      | D     | Lazar Stefanovic   |
| 83 | Canada (bandiera)      | A     | Hugo Mbongue       |
| 90 | Canada (bandiera)      | P     | Luka Gavran        |
| 95 | Canada (bandiera)      | D     | Nathaniel Edwards  |
|    | Canada (bandiera)      | P     | Adisa De Rosario   |

### Staff tecnico
Di seguito lo staff tecnico del Toronto FC aggiornato al 10 gennaio 2025.
- Robin Fraser - Allenatore
- Paul Stalteri - Vice allenatore
- Jason de Vos - Vice allenatore
- Jon Conway - Allenatore dei portieri
- Simon Eaddy - Allenatore dei portieri
- Jordan Custoreri - Team Manager
- Jason Hernandez - General Manager